# Andrea Stock
Pour les articles homonymes, voir Stock (homonymie).
 (octobre 2024).
Pas d'image ? Cliquez ici

a Compétitions nationales et continentales officielles uniquement.

b Matchs officiels uniquement.
Dernière mise à jour le 13 octobre 2024.
Andrea Stock, née le 9 août 1999 à Cork (Irlande), est une joueuse internationale irlandaise de rugby à XV évoluant au poste de pilier.

## Biographie
Andrea Stock naît le 9 août 1999 à Cork en Irlande. Elle joue en 2024 au club des Ealing Trailfinders.
Elle est sélectionnée pour la première fois en équipe d'Irlande pour le WXV 2024 au Canada.